# 松野純孝
松野 純孝（まつの じゅんこう、1919年10月28日-2014年11月11日）は、仏教学者。
新潟県生まれ。1943年東京帝国大学文学部印度哲学梵文学科卒。1962年「鎌倉時代における専修念仏の研究」で東北大学文学博士。1961年文化庁宗務課専門職。1975年鶴見大学文学部教授、1983年上越教育大学教授、1987年副学長、1989年学長、1993年退任、名誉教授。1985年『新宗教辞典』で新潟日報文化賞受賞。1993年勲三等旭日中綬章受勲。

## 著書
- 『親鸞 その生涯と思想の展開過程』三省堂 1959
- 『人間入門 現代にも生きる親鸞の思想』富士書院 富士新書 1967
- 『親鸞 その行動と思想』評論社 日本人の行動と思想 1971
- 『親鸞の開眼』産報 1973
- 『宗教的人間』富山県教育委員会 精神開発叢書 1975
- 『ゐなかの人々と親鸞』真宗大谷派宗務所出版部 東本願寺伝道ブックス 2007
- 『親鸞 増補』真宗大谷派宗務所出版部 2010

### 編著
- 『日本の民衆宗教』清水雅人共編 エヌエス出版会 1976
- 『仏教行事とその思想』編 大蔵出版 1976
- 『新宗教辞典』編 東京堂出版 1984
- 『歎異抄』訳・注 創英社 全対訳日本古典新書 1984
- 『十通の手紙(恵信尼文書) 親鸞の妻恵信』監修 ゑしんの里観光公社 2007

## 注
1. 1 2  『文化人名録 2001』、08.02仏教 p.445 松野純孝
2. ↑  松野純孝氏死去:茨城新聞
3. ↑  『現代日本人名録』2002年